# Arnstein
Arnstein là một thị xã ở huyện Main-Spessart trong Regierungsbezirk Lower Franconia (Unterfranken) bang Bayern, Đức.
Thị xã nằm hai bên bờ sô Wern và có cự ly khoảng 20 km so với Schweinfurt và 25 km so với Würzburg.
Các khu vực dân cư:
| - Altbessingen - Binsbach - Binsfeld | - Büchold - Dattensoll - Gänheim | - Halsheim - Heugrumbach - Müdesheim | - Neubessingen - Reuchelheim - Schwebenried |  |